# Доктор природничих наук
Доктор природничих наук (лат. Doctor rerum naturalium) (Dr. rer. nat.) — академічний науковий ступінь, що присуджують в університетах у деяких європейських країнах, наприклад, у Німеччині та Австрії, випускникам аспірантури за спеціальністю математика, фізика, хімія, біологія, геологія і природничі науки, комп'ютерні науки та спорідненим областям. Ці докторські ступені є еквівалентом PhD. Німецькі університети часто перекладають «Dr. rer. nat.» як «Доктор наук».
Завершення докторату в Німеччині дозволяє випускнику використовувати тільки титул «Dr. rer. nat.» перед своїм ім'ям. Випускники не мають права використовувати титул «PhD» перед своїм ім'ям або навпаки, згідно з німецьким законодавством. Якщо отриманий в Німеччині диплом «Dr. rer. nat.» в іншій країні, наприклад, США, був переведений і підтверджений відповідними державними органами, як відповідний «PhD», тоді цю приставку також можна вживати перед ім'ям.
У Чехії та в Словаччині існує науковий ступінь, що позначається схожим чином, RNDr. Його, однак, не слід плутати з Dr. rer. nat., оскільки RNDr. присуджують людям, які завершили навчання на ступінь магістра.